# Characodon audax
Characodon audax är en fiskart som beskrevs av Smith och Miller, 1986. Characodon audax ingår i släktet Characodon och familjen Goodeidae. IUCN kategoriserar arten globalt som sårbar. Inga underarter finns listade i Catalogue of Life.